# Estación Vila Oeste
La Estación Vila Oeste es una estación de la Línea 1 del Metro de Belo Horizonte. Atiende a los habitantes de los barrios Vila Oeste, Vista Alegre, Madre Gertrudes, Nova Gameleira y Cabana do Pai Tomáz. Fue inaugurada en el 2000.

## Líneas Integradas
- 202 Estación Vila Oeste / Vista Alegre
- 204 Estación Vila Oeste / Nova Gameleira